# Epimenides (Mondkrater)
Epimenides ist ein Einschlagkrater im Südwesten der Mondvorderseite, östlich des Kraters Hainzel, südwestlich des Lacus Timoris.
Der Krater ist mäßig erodiert und der Kraterrand unregelmäßig geformt.
| Buchstabe | Position           | Durchmesser | Link |
| --------- | ------------------ | ----------- | ---- |
| A         | 43,26° S, 30,25° W | 15 km       |      |
| B         | 41,61° S, 28,99° W | 9 km        |      |
| C         | 42,34° S, 27,66° W | 4 km        |      |
| S         | 41,71° S, 29,52° W | 24 km       |      |

Der Krater wurde 1935 von der IAU nach dem griechischen Philosophen Epimenides offiziell benannt.